# أنظمة المعلومات الجغرافية والصحة العامة
تضم أنظمة المعلومات الجغرافية وعلوم المعلومات الجغرافية امكانيات رسم الخرائط بالكمبيوتر بالإضافة لأدوات إدارة قواعد البيانات وتحليل البيانات.
وتعتبر أنظمة المعلومات الجغرافية قوية للغاية، فتدخل في العديد من التطبيقات والصناعات، مثل العلوم البيئية، التخطيط العمراني، التطبيقات الزراعية وغيرها.
وتعتبر الصحة العامة نقطة تركيز أخرى؛ لاستخدامها المتزايد لتقنيات نظم المعلومات الجغرافية. ومن الصعب وضع تعريف محدد للصحة العامة؛ حيث تستخدم بطرق مختلفة من فئات مختلفة. ولكن بشكل عام، تختلف الصحة العامة عن الصحة الشخصية في انها:
1. تركز على صحة السكان بدلاً من الافراد
2. تركز على الوقاية أكثر من العلاج
3. وتعمل بشكل أساسي في سياق حكومى عوضًا عن السياق الخاص[1]

وتقع هذه الجهود بشكل طبيعي ضمن مجال المشاكل التي تتطلب استخدام التحليل المكاني كجزء من الحل، وبالتالي تعرف نظم المعلومات الجغرافية وأدوات التحليل المكاني الأخرى  على انها توفر قدرات تحويلية محتملة لجهود الصحة العامة.
تقدم هذه المقالة بعض من تاريخ استخدام المعلومات الجغرافية ونظم المعلومات الجغرافية في نطاقات تطبيق الصحة العامة، مزودة الماء. الأمثلة التي توضح استخدام تقنيات أنظمة المعلومات الجغرافية في حل مشكلات معينة خاصة بالصحة العامة، وفي النهاية تعالج العديد من القضايا المحتملة المتعلقة بالاستخدام المفرط لهذه التقنيات في مجال الصحة العامة.

## التاريخ
أُسست جهود الصحة العامة على تحليل واستخدام البيانات المكانية للعديد من السنين. وينسب الفضل في كثير من الأحيان لد.جون سنو (عالم فيزيائي) بأعتباره أبًا ومنشئًا لعلم الأوبئة، حيث يمكن القول انه أكثر الأمثلة شهرة.
استخدم د. سنو خريطة مرسومة يدويًا لتحليل الموقع الجغرافي للوفيات المتعلقة بمرض الكوليرا في لندن منتصف 1850، خريطته التي فرضت موقع وفيات الكوليرا مع الوفيات الأخرى من امدادات المياه العامة، حددت مضخات الشارع الخارجية (مضغات برود ستريت) كأكثر مصدر محتمل لنشر وباء الكوليرا. أدى إزالة مقبض هذه المضخة إلى انخفاض سريع في معدل الإصابة بوباء الكوليرا، وساعد المجمع الطبى أخيرًا للاستنتاج أن وباء الكوليرا كان مرض محمول عبر الماء
أضاف عمل الدكتور سنو إشارة لكيف يمكن لأنظمة التحليل الجغرافي أن تفيد استثمارات الصحة العامة والأبحاث الأخرى. واستمر دكتور سنو في تحليل بياناته، وأخيرًا عرض ان معدل العدوى بوباء الكوليرا أصبح أيضًا مرتبطًا بالارتفاع المحلى ونوع التربة والقلوية.
وقد وجد أن المناطق المنخفضة، خصوصًا تلك ذات التربة فقيرة الشرب لديها معدلات أعلى لعدوى الكوليرا، والتي نسبها د. سنو إلى برك المياه التي تميل لجمعها فيها، ومجددًا اظهار دليل على أن الكوليرا كانت في الحقيقة مرض محمول عبر الماء ( بدلاً من انه مرض محمول عبر حمى المستنقعات كمان كان شائعًا في هذا الوقت).
هذا مثال مبكر عن ما أصبح معروفًا برسم خرائط انتشار الامراض، وتأسس مجال الدراسة على فكرة ان المرض يبدأ من مصدر ما أو نقطة مركزية ثم ينتشر إلى المنطقة المحلية طبقًا للأنماط والشروط  في هذه المنطقة.
كان هذا مجالًا آخر للبحث حيث عُرضت امكانيات أنظمة المعلومات الجغرافية لتكون مساعدة للممارسين.

## أنظمة المعلومات الجغرافية للصحة العامة
مشكلات الصحة العامة اليوم أكبر نطاقًا مما واجه الدكتور سنو، ويعتمد الباحثين اليوم على أنظمة المعلومات الجغرافية الحديثة وتطبيقات رسم الخرائط بالكمبيوتر الأخرى للمساعدة في تحليلاتهم.
مثال، أنظر للخريطة جهة اليمين تصور معدلات الوفيات من مرض القلب بين الذكور البيض فوق عمر ال35 في الولايات المتحدة بين عام 2000 و 2004.
معلومية الصحة العامة هو تخصص ناشئ يركز على تطبيق علم المعلومات والتكنولوجيا لممارسة الصحة العامة وأبحاثها.
كجزء من هذا الجهد، أنظمة المعلومات الجغرافية –أو بشكل عام نظام دعم اتخاذ القرار المكاني- توفر تحسين للرؤية أو التصور الجغرافى، مؤديةً لادراك وامكانيات صنع قرارات اسرع وأفضل وأقوى في مجال الصحة العامة.
مثال، تم استخدام شاشات أنظمة المعلومات الجغرافية لعرض علاقة واضحة بين حالات من مصابي الالتهاب الكبدي الناشئ C ومتعاطي العقاقير عن طريق الوريد بولاية كونيتيكت
من الصعب اثبات سببية قاطعة – فالمجموعة لا تثبت علاقة سببية - ولكن تأكيد العلاقة السببية المثبتة مسبقًا ( مثل متعاطى العقاقير بالوريد والتهاب الكبد«فايرس سي» ) يمكن أن يقوي قبول هذه العلاقات وكذلك أن يساعد في قبول فائدة ودقة أساليب الحل المتعلقة بأنظمة المعلومات الجغرافية. على العكس، عرض صدفة العوامل السببية المحتملة مع التأثير الاقصى يمكن ان يساعد في اقتراح علاقة سببية محتملة، وبالتالى يقود لمزيد من التحليل والاستثمار.
بالتبادل، استُخدمت تقنيات أنظمة المعلومات الجغرافية لاظهار نقص في العلاقات المتبادلة بين الاسباب و التأثيرات أو بين التأثيرات المختلفة. كمثال، دُرست توزيعات كل من عيوب الولادة ووفيات الولادة في أيوا، ووجد الباحثون انه لا يوجد علاقة بين هذه البيانات. أدى ذلك إلى استنتاج انه من المرجح ان عيوب الولادة ووفيات الولادة غير مرتبطين، انهم على الأرجح يرجعون لاسباب مختلفة وعوامل خطر.
تستطيع أنظمة المعلومات الجغرافية كذلك ان تدعم الصحة العامة بطرق مختلفة.
أولاً ورئيسيًا، تستطيع شاشات أنظمة المعلومات الجغرافية المساهمة في معرفة الفهم الصحيح واتخاذ قرارات أفضل. كمثال، القضاء على الفوارق الصحية هو واحد من هدفين أساسيين لأناس أصحاء 2010، واحد من أبرز برامج الصحة العامة الموجودة اليوم في الولايات المتحدة.
تستطيع أنظمة المعلومات الجغرافية ان تلعب دورًا مهمًا في هذا المجهود، وان تساعد ممارسي الصحة العامة في تحديد مجالات التفاوت وعدم المساواة، ومساعدتهم بطريقة مثالية لمعرفة وتطوير الحلول لمعالجة تلك الفوارق.
تستطيع أيضا أنظمة المعلومات الجغرافية أن تساعد الباحثين في دمج بيانات التفاوت لأنواع واسعة من المصادر، وتستطيع حتى ان تُستخدم في فرض تدابير مراقبة الجودة على هذه البيانات.
معظم بيانات الصحة العامة لاتزال يدوية التسجيل، وبالتالى فهى عرضة للأخطاء البشرية والتشفير. مثال، أظهرت التحليلات الجغرافية لبيانات رعاية الصحة من شمال كارولينا انه ما يزيد فقط عن 40% من التسجيلات تتضمن أخطاء من نوع ما في البيانات الجغرافية ( مدينة، مقاطعة، رمز بريدى)، أخطاء لم يكن ليتم كشفها بدون الشاشات المرئية المزودة بواسطة أنظمة المعلومات الجغرافية.
تصحيح هذه الاخطاء لم يؤد فقط إلى عروض أكثر دقة لأنظمة المعلومات الجغرافية، ولكن أيضا أدى لتحسين التحليلات التي تسخدم هذه البيانات.

## مشاكل أنظمة المعلومات الجغرافية والصحة العامة
هناك أيضًا مخاوف أو مشاكل متعلقة باستخدام أدوات أنظمة المعلومات الجغرافية لمجهودات الصحة العامة، وأهم هذه المخاوف هو الخصوصية وسرية الأفراد.
استخدام عروض أنظمة المعلومات الجغرافية وقواعد البيانات المتصلة بها يرفع من احتمالية فضح معايير الخصوصية تلك، ولذلك هناك بعض الاحتياطات الضرورية لتجنب تحديد الافراد اعتمادًا على البيانات المكانية.
كمثال، ربما تحتاج البيانات لان تُجمع لتغطي مناطق أكبر مثل رمز البريدى أو مقاطعة، مساهمةً في تغطية هويات الأفراد. ويمكن أيضًا ان تُنشأ خرائط بنطاقات أصغر وبذلك تظهر تفاصيل أقل.
بالتبادل، تحديد الملامح (مثل الطريق وشبكة الشارع) يمكن ان يترك خارج الخرائط لاخفاء الموقع الدقيق، أو ربما يكون من المستحسن التعويض عمدًا عن علامات الموقع بكمية عشوائية ما إذا لزم الامر.
انه من المرسخ في الأدب ان الاستدلال الاحصائى الذي يعتمد على بيانات مجمعة يمكن ان يقود الباحثين إلى استنتاجات خاطئة، واقتراح علاقات غير موجودة في الواقع أو تعتيم علاقات موجودة بالواقع.
هذه المشكلة تعرف بـ مشكلة وحدة المساحات القابلة للتعديل.
كمثال، مسؤولوا الصحة العامة في نيويورك قلقون من ان يخطأ التعرف على الكتل السرطانية والاسباب بعد ان اضطروا إلى إرسال الخرائط الموضحة لحالات السرطان بواسطة الرمز البريدى على الإنترنت، كان دافعهم ان الرمز البريدي صمم لغرض غير مرتبط بمشاكل الصحة، وبذلك استخدام هذه الحدود الكيفية ربما يؤدي إلى تجمعات غير مناسبة واستنتاجات غير صحيحة.

## ملخص
استخدام أنظمة المعلومات الجغرافية في الصحة العامة هو مجال تطبيق لا يزال في بدايته. مثل معظم التطبيقات الجديدة، هناك الكثير من الوعد، ولكن أيضا الكثير من المنحدرات التي يجب تجنبها طوال الطريق. الكثير من الباحثين والممارسين مهتمون بهذا الجهد، آملين ان تفوق الفوائد المخاطر والتكاليف المرتبطة بمجال هذا التطبيق المستجد لتقنيات أنظمة المعلومات الجغرافية الحديثة.